# (38534) 1999 UQ39
1999 UQ39 (asteroide 38534) é um asteroide da cintura principal. Possui uma excentricidade de 0.14552590 e uma inclinação de 17.29319º.
Este asteroide foi descoberto no dia 31 de outubro de 1999 por Spacewatch em Kitt Peak.